# Trello
Trello是由Fog Creek Software开发的一款免费的网络应用程序，常用來作為網路版的專案管理軟體。但在其主要开发者周思博（Joel Spolsky）看来，Trello是一个“水平化”应用，即它的使用并不需要专业知识，各行各业的人都可以找到Trello的用途。Trello的基本形式是“列表的列表”，它可以用作1980年代流行的丰田供应链管理方式看板管理的工具，也可用于维护各种用途的列表或清单形式的资料。
2014年7月，Fog Creek Software將Trello相關部門獨立成Trello, Inc公司
2017年1月13日，Atlassian收購了Trello。

## 架构
Trello在MongoDB、Node.js和Backbone.js上架构。

## 参照
1. ↑  Spolsky, Joel. . 2012-01-06  [2014-08-08]. （原始内容存档于2014-09-21）.
2. ↑  Pryor, Michael. . Trello Blog.   [2014-09-29]. （原始内容存档于2014-10-06）.
3. ↑  Kiefer, Brett. . 2012-01-19  [2013-01-08]. （原始内容存档于2013-01-15）.